# Charles Porset
Charles Porset né le 15 avril 1944 à Sées et mort le 25 mai 2011 à Paris est un historien et auteur français, chargé de recherche au CNRS, docteur d'État ès lettres au Centre d’étude de la langue et de la littérature françaises (CELFF) des XVIIe et XVIIIe siècles de l'Université de Paris-Sorbonne. Il est l'auteur de nombreux ouvrages, articles ou mémoires sur le « fait maçonnique » au XVIIIe siècle. Secrétaire général de l'Institut d'études et de recherches maçonniques (IDERM), il fut également, secrétaire général adjoint de la Société française d'étude du XVIIIe siècle et membre du comité exécutif de la Société internationale d'étude du XVIIIe siècle (SIEDS). Il est cofondateur de la Société française d'histoire et d'épistémologie des sciences du langage.

## Biographie
Charles Porset enseigne la philosophie en lycée jusqu’en 1976, avant d’entrer en 1977 à l’École normale supérieure de Fontenay-aux-Roses, en tant que chargé de conférences d’agrégation.  Il participe à cette époque à la fondation de la Société d’histoire et d’épistémologie des sciences du langage, en collaboration avec Sylvain Auroux.
Chargé de recherche au CNRS dans le cadre de l'URA 96 du CNRS à Paris IV, dix-huitiémiste, il renouvelle,  notamment, la lecture de Montesquieu, de  Voltaire et de Rousseau.  Ses travaux revisitent la pensée des Lumières.  Son champ d’étude le porta notamment à entretenir d’étroites relations avec l’école d’Ulrich Ricken, spécialiste de la linguistique et de l’anthropologie des Lumières à l’Université Martin-Luther de Halle-Wittenberg, en République démocratique allemande, où il effectue un séjour de recherche en 1978.

### Historiographie maçonnique
Charles Porset est l'auteur de nombreux travaux sur la maçonnerie au siècle des Lumières. On lui doit en particulier un Voltaire franc-maçon  en 1995 et Les Philalèthes et les Convents de Paris . Une politique de la folie  en 1996. Une de ses plus importante création est  son « Dictionnaire prosopographique consacré au monde maçonnique des Lumières (Europe-Amériques et dépendances) qu’il codirigeait avec l'universitaire Cécile Révauger. Jusqu’aux jours qui ont précédé sa disparition, il a relu et revu des articles de cet imposant ouvrage dont la parution a lieu en 2013.

### Parcours maçonnique
Charles Porset était membre du Grand Orient de France, au sein duquel il occupa plusieurs fonctions importantes en défendant une conception moderne,  engagée et exigeante de la franc-maçonnerie.

## Principales publications
- Cécile Révauger et Charles Porset, Le monde maçonnique des Lumières. Europe-Amérique et colonies. : Dictionnaire prosopographique, Paris, Honoré Champion, coll. « DR26 », 2013, 2873 p. (ISBN 978-2-7453-2496-2).
- Charles Porset, Oser penser ! : Notes intempestives d'histoire maçonnique, Éditions à l'orient, coll. « Histoire », 2012, 613 p. (ISBN 978-2-912591-61-6).
- Charles Porset, La devise maçonnique Liberté, Égalité, Fraternité, Paris, Éditions Maçonniques de France, coll. « Encyclopédie maçonnique », 2012, 88 p. (ISBN 978-2-919601-16-5).
- Charles Porset, Voltaire Humaniste, Saint-Pierre-de-l'Isle, Edimaf, 2003 (réimpr. 2012), 158 p. (ISBN 978-2-919601-22-6).
- Charles Porset, Hiram sans-culotte ? : Franc-maçonnerie, Lumières et Révolution, Honoré Champion, coll. « Dix-huitièmes siècles », 2000, 442 p. (ISBN 978-2-85203-861-5).
- Charles Porset, Les Philalèthes et les Convents de Paris : une politique de la folie, Honoré Champion, 1996, 776 p. (ISBN 978-2-85203-534-8).
- Charles Porset, La franc-maçonnerie en province sous la III° République : Histoire de la loge La concorde à l'orient de Bordeaux 1884-1946, Bordeaux, association La concorde, 1984, 303 p.